# Sankt Peter ob Judenburg
Sankt Peter ob Judenburg, St. Peter ob Judenburg – gmina w Austrii, w kraju związkowym Styria, w powiecie Murtal. Liczy 1074 mieszkańców (1 stycznia 2015).